# Aldurfe
Aldurfe (llamada oficialmente San Pedro de Aldurfe) es una parroquia y una aldea española del municipio de Riotorto, en la provincia de Lugo, Galicia.

## Organización territorial
La parroquia está formada por siete entidades de población, constando dos de ellas en el nomenclátor del Instituto Nacional de Estadística español:
- Aldurfe
- Franco (O Franco)
- Iglesia (A Igrexa)
- Pereiro (O Pereiro)
- Real e Salgados (O Real)
- Sabugueiras (As Sabugueiras)
- Os Salgados

## Demografía

### Parroquia
| Gráfica de evolución demográfica de Aldurfe (parroquia) entre 2000 y 2021 |
|                                                                           |
| Datos según el nomenclátor publicado por el INE.                          |

### Aldea
| Gráfica de evolución demográfica de Aldurfe (aldea) entre 2000 y 2021 |
|                                                                       |
| Datos según el nomenclátor publicado por el INE.                      |